# シール・エミコ
シール・エミコ（1965年 - ）は、20年がかりで自転車による地球一周の冒険旅に挑んでいる、冒険家。
東京生まれの大阪育ち。

## 来歴・人物
JACC日本アドベンチャーサイクリストクラブ評議員。第2回モンベル･チャレンジアワード受賞者。
元々オートバイによるオーストラリア一周の旅をしていた1989年、北部のケアンズで自転車世界一周の旅を始めたばかりのスティーブ・シールと出会い、「自転車の旅だと、車では見落としてしまうものがよく見えるよ」という言葉に触発され、すぐに自転車に乗り換えて世界一周2人旅を開始。以後、インドネシア〜インドシナ半島を経て、北米大陸最北端から南米大陸最南端、更にアフリカ最南端の喜望峰〜ヨーロッパ最北端を走破し、ヨーロッパ一周後にユーラシア大陸を東進、13年後の2000年末にパキスタンに到達した。
だが、同国北部地域でがんが見つかり、「あと10ヶ月走ればゴール」という所に迫りながら、空路日本に緊急帰国。入院中にスティーブと入籍した。
3年間の闘病生活を経て2004年、再びパキスタンに赴き、世界一周の旅を再開。3ヶ月から半年間の旅と日本でのリハビリおよび休養を断続的に繰り返しながら、2007年までにパキスタン〜インド〜ネパール〜中国チベット自治区〜ラオス〜タイを走破。世界の女性でまだ1人しか成し遂げていない「走行距離10万ｋｍ以上の自転車世界一周旅」に挑み、現在までに約12万km（地球3周分）を走行。
がん闘病からタイ到達までの7年間は、JNN系列の「筑紫哲也 ニュース23」と毎日放送のニュース番組「VOICE」でのシリーズ特集、さらに同局の報道特別番組「LIFE∞いのちのペダル」シリーズで計14回放送されている。全国ネットの「ニュース23」では、後に自身もがんで闘病するメインキャスターの筑紫哲也が「この旅は、意味がないようで意味がある」と評し、旅で目にする世界のさまざまな現実を、等身大の言葉で伝える2人の冒険にエールを送った。
日本滞在中は、奈良県・柳生の古民家で半自給自足生活をしながら、「夢と希望と勇気を！」をテーマに各地で講演活動を実施。
2008年9月には、世界一周最後のステージとなるタイ北部～日本までの自転車旅を8ヵ月かけて行う予定だったが、がんが再発、以後闘病を続けている。

## 著書
『ガンを越え、めざせ地平線!!』（鹿砦社）

## 雑誌
- 『サイクルスポーツ』（八重洲出版） - 不定期の連載コーナー。

## テレビ番組
- 『筑紫哲也ニュース23』「いのちのペダル」シリーズ（JNN系全国ネット） - 現在までにシリーズ5回放送。
- 『VOICE』（毎日放送） - 関西ローカルニュース、現在までにシリーズ7回放送。
- 報道特別番組『LIFE∞いのちのペダル』（毎日放送、2006年5月14日放送） - 2時間の長編ドキュメンタリー、関西ローカルほか一部地域で放送。
- 報道地球ドキュメント『LIFE∞いのちのペダルII〜チョモランマの彼方へ』（毎日放送、2007年12月23日放送） - 30分の単発番組、関西ローカル。同様の内容は｢筑紫哲也ニュース23｣で放送。

一連のシリーズや番組は毎日放送のドキュメンタリーディレクターで映画監督の榛葉健が制作しており、今後も継続放送が予定されている。